# اسکار آندروود
اسکار آندروود (به انگلیسی: Oscar Wilder Underwood) سناتور سابق عضو حزب دموکرات ایالات متحده آمریکا بود. وی در سال ۱۹۱۵ تا ۱۹۲۷ میلادی سناتور ایالت آلاباما در سنای ایالات متحده آمریکا بود.